# Академія адвокатури України
Акаде́мія адвокату́ри Украї́ни — вищий навчальний заклад України, IV рівня акредитації, розташований у Києві, здійснює освітню діяльність на підставі ліцензії Міністерства освіти і науки України серія АЕ № 636100 від 10 березня 2015 року. Академія заснована у 1995 році. Мета академії — підготовка кадрів для адвокатури, підвищення кваліфікації адвокатів та розробка наукових проблем адвокатської діяльності.

## Історія
У 1995 році правління Спілки адвокатів України ухвалило рішення про заснування вищого юридичного навчального закладу. Цю ідею підтримав ректор Київського національного університету академік В. В. Скопенко, практичне втілення нової Концепції підготовки юридичних кадрів взяли на себе Міжнародна адвокатська компанія «BIM» та Українська адвокатська корпорація, які стали співзасновниками навчального закладу. 12 жовтня 1995 року було зареєстровано ТОВ «Інститут адвокатури при Київському національному університеті імені Тараса Шевченка». Ліцензію на провадження освітньої діяльності за спеціальністю «правознавство» Інститут отримав 13 червня 1996 року. На той час кількість студентів становила 150 осіб. Того ж року було створено три перші кафедри: кафедра теорії та історії держави і права, кафедра адвокатської майстерності, кафедра мовної підготовки та культурології.
У 1997 році було відкрито кафедру цивільного, кримінального та адміністративного права. У 1998 році створений власний Видавничий центр. У 1999 році створено кафедру процесуального права, відкрито Школу адвокатської підготовки з двома відділеннями: спеціальної адвокатської підготовки та загальної юридичної підготовки. У 2000 році створено кафедру цивільного, господарського та цивільного процесуального права, у 2001 році — кафедру трудового, земельного та екологічного права.
17 травня 2001 року Інститут отримав III рівень акредитації, 12 грудня того ж року був виділений в окремий заклад, який дістав назву Академія адвокатури України.
У 2002 році відбулася низка змін: кафедра цивільного, господарського та цивільного процесуального права перейменована на кафедру цивільного, господарського права та процесу, кафедра процесуального права — у кафедру кримінального процесу і криміналістики. На базі Академії було відкрито відділення довузівської підготовки та Студентський дискусійний клуб. У червні заклад отримав IV рівень акредитації, що дало змогу готувати студентів за спеціальністю «Правознавство» за освітньо-кваліфікаційним рівнем «спеціаліст», «магістр». Також було відкрито аспірантуру за спеціальністю «Кримінальний процес та криміналістика; судова експертиза»
У 2003 році Академії було надано право розглядати питання про присвоєння науково-педагогічним працівникам вченого звання доцента, отримано ліцензію на підготовку бакалаврів з напряму 0305 «Філологія» зі спеціальності 6.030500 «Переклад» та ліцензію на підготовку бакалаврів з напряму 0304 «Міжнародні відносини» зі спеціальності 6.030400 «Міжнародне право». В аспірантурі відкрито спеціальність 12.00.08 «Кримінальне право та кримінологія; кримінально-виконавче право». Також у березні розпочала роботу кафедра прав людини, міжнародного та європейського права.
З травня 2004 року аспірантура Академії почала підготовку спеціалістів за спеціальністю 12.00.10 «Судоустрій, прокуратура та адвокатура».
У 2005 році кафедра мовної підготовки та культурології змінила назву на кафедру української та іноземної філології, а в серпні того ж року розділилася на кафедру української філології та культурології та кафедру іноземних мов і перекладу.
У грудні 2010 року при Академії було створено Інститут медичного і фармацевтичного права та біоетики, який складається з науково-дослідного центру медичного і фармацевтичного права, лабораторії біоетики, школи медичного права, консультативного бюро із захисту прав громадян у галузі біології та медицини, експертної групи та студентських студій.
Станом на 2013 рік у виші навчались 1830 студентів, викладали 15 докторів і 35 кандидатів наук.
Заклад розташований у колишньому комплексі київських арештантських рот.

## Керівництво
Ректор — Варфоломеєва Тетяна Вікторівна, адвокат, доктор юридичних наук, член-кореспондент Національної академії правових наук України, Заслужений юрист України, завідувач кафедрою адвокатської майстерності. Нагороджена відзнакою Президента України «Орден княгині Ольги» III ступеня. Закінчила юридичний факультет Київського національного університету імені Тараса Шевченка (1968). Захистила докторську дисертацію на тему: «Організаційні, процесуальні та криміналістичні проблеми захисту адвокатом прав підозрюваного, обвинуваченого, підсудного» (1994). Має понад 140 наукових праць, серед яких: «Історія адвокатури України» (1996); «Защитник в уголовном процессе» (1998); «Криминалистика и профессиональная деятельность защитника», Коментар до Закону України «Про адвокатуру» (2003) та ін.

### Проректори
Проректор з навчальної роботи — Мількова Катерина Віталіївна, старший викладач.
Проректор зі спеціальної професійної підготовки — Бірюкова Аліна Миколаївна, адвокат, кандидат юридичних наук (тема дисертації: «Конституційні засади діяльності адвокатури в Україні»), член адвокатського об'єднання «Українська адвокатська корпорація», доцент Академії адвокатури України, Заслужений юрист України. Закінчила юридичний факультет Київського національного університету імені Тараса Шевченка (1989). Викладає курси: «Історія адвокатури», «Організація і функції адвокатури України».

## Структура Академії
Академія адвокатури України готує спеціалістів та магістрів за спеціальністю «Правознавство», бакалаврів за спеціальностями «Переклад» та «Міжнародне право», має аспірантуру, в ній діють Школа адвокатської підготовки, Адвокатські студії, Центр підвищення кваліфікації, Навчальна юридична консультація, юридичні клініки, Науково-дослідна лабораторія з проблем адвокатури та прав людини. В Академії існують чотири відділення — загальної юридичної підготовки, спеціальної адвокатської підготовки, міжнародного права та перекладу.
Для належного методичного забезпечення навчального процесу в Академії діє Методична рада, очолювана відомим науковцем, академіком Національної академії правових наук України, професором, доктором юридичних наук Гончаренком В. Г.
З 1 жовтня 2005 року після реформування кафедр Академії з метою оптимізації організаційної структури Академії адвокатури України, створення потужних структурних підрозділів, здатних ефективно і результативно вести навчальний процес у поєднанні з науковою діяльністю та на підставі рішення Вченої ради в Академії діють 8 кафедр:
1. Кафедра теорії та історії держави і права
2. Кафедра кримінального та адміністративного права
3. Кафедра цивільного, господарського права та процесу
4. Кафедра кримінального процесу та криміналістики
5. Кафедра адвокатської майстерності
6. Кафедра прав людини, міжнародного та європейського права
7. Кафедра української філології та культурології
8. Кафедра іноземних мов і перекладу

### Кафедра теорії та історії держави і права
Кафедра заснована у вересні 1998 року. 'Завідувачка кафедри. — Бермічева Олена Володимирівна, кандидат юридичних наук, доцент, старший методист — Стеблівець Наталія Іванівна.
На базі кафедри теорії та історії держави і права створені проблемні групи з організації і проведення науково-дослідної роботи студентів та магістрів Академії за такими напрямами:
- Конституційні права та свободи людини і громадянина;
- Шляхи удосконалення конституційного процесу в Україні;
- Порівняльно-правові дослідження системи захисту прав людини;
- Методологічні проблеми юридичної науки;
- Сучасні теорії держави і права.

Науково-педагогічні працівники кафедри:
- Бермічева Олена Володимирівна — кандидат юридичних наук, доцент, завідувачка кафедри.
- Буруковська Наталія Василівна — доцент Академії адвокатури України з 2007 р. Викладає філософію та логіку.
- Горохов Сергій Вікторович — кандидат історичних наук, доцент кафедри.
- Коталейчук Сергій Петрович — кандидат юридичних наук, доцент кафедри.
- Овчаренко Леся Валеріанівна — кандидат економічних наук, доцент.
- Астрова Лариса Миколаївна — магістр права, старший викладач. Викладає дисципліни: конституційне право України, конституційне процесуальне право, права людини.
- Тарнопольська Ольга Миронівна — магістр права, викладач.

### Кафедра цивільного, господарського права та процесу
Кафедра заснована у серпні 2000 року. Завідувачка кафедри — Ромовська Зорислава Василівна, доктор юридичних наук, професор.

### Кафедра кримінального процесу та криміналістики
Кафедра заснована у вересні 1999 року. Завідувач кафедри — Гончаренко Владлен Гнатович, доктор юридичних наук, професор, академік Національної академії правових наук України. Старший методист — Полин Наталія Василівна.

### Кафедра адвокатської майстерності
Кафедра створена у 1996 році. Завідувачка кафедри — Варфоломеєва Тетяна Вікторівна, ректор Академії адвокатури України, адвокат, доктор юридичних наук, член-кореспондент Національної академії правових наук України, Заслужений юрист України, кавалер ордену Княгині Ольги III ступеня.

### Кафедра прав людини, міжнародного та європейського права
Кафедра заснована 1 березня 2003 року. Завідувач кафедри — Гончаренко Сергій Владленович, кандидат юридичних наук, професор.

### Кафедра української філології та культурології
Кафедра виділилась у червні 2005 року з кафедри української та іноземної філології. Завідувачка кафедри — Конончук Тетяна Іванівна, кандидат філологічних наук, професор Академії адвокатури України.

### Кафедра іноземних мов і перекладу
Кафедра працює з 25 серпня 2005 року. Завідувач кафедри іноземних мов та перекладу — Шовкова Тетяна Анатоліївна, кандидат педагогічних наук.

## Матеріально-технічна база
В Академії існує лінгафонний кабінет, комп'ютерний клас та зал самостійної роботи, підключені до мережі Інтернет, лабораторія науково-технічних засобів навчання, криміналістичні студії, читальний зал та бібліотека, фонд якої налічує понад 26 тисяч примірників наукової, навчальної, довідкової літератури, навчальний зал судових засідань, науково-дослідна лабораторія. Також діє Видавничий центр та навчальна юридична консультація. 2 грудня 2005 року в Академії відкрито Музей адвокатури України.

## Наукова діяльність
З січня 2004 року Академія видає науковий журнал «Вісник Академії адвокатури України», який у 2005 році внесений до переліку фахових видань України. Періодичність видання — тричі на рік.
З 1 травня 2005 року під патронатом кафедри прав людини, міжнародного та європейського права і кафедри адвокатської майстерності розпочала активну діяльність Науково-дослідна лабораторія з проблем адвокатури та прав людини.
На підставі постанови президії та наказу № 315 від 14.05.2004 р. Вищої атестаційної комісії України в Академії адвокатури України створена спеціалізована вчена рада К 26.122.01 з правом прийняття до розгляду та проведення захистів дисертацій на здобуття наукового ступеня кандидата юридичних наук за спеціальностями:
- 12.00.08 «Кримінальне право та кримінологія; кримінально-виконавче право»;
- 12.00.09 «Кримінальний процес та криміналістика; судова експертиза»;
- 12.00.10 «Судоустрій, прокуратура та адвокатура».

З 1997 року Академія займається підвищенням кваліфікації адвокатів. Тут діє Центр підвищення кваліфікації, разом із Спілкою адвокатів України, Міжнародним фондом «Відродження», Американською асоціацією юристів проводяться семінари в Києві та інших містах України.

## Міжнародне співробітництво
Академія адвокатури України активно співпрацює з іноземними закладами освіти, науковими установами, міжнародними організаціями, фондами, фірмами, громадськими організаціями, зокрема з Американською асоціацією адвокатів — Правова ініціатива у Центральній та Східній Європі (ABA/CEELI), котра допомагає в реалізації багатьох навчальних і наукових програм. Неодноразово проводилися зустрічі студентів з американськими вченими та викладачами, які читали лекції, проводили тренінги, брали участь у студентських наукових конференціях, рольових іграх. Окремі лекції, курси лекцій, а також тренінги читають і проводять провідні юристи з Англії, Іспанії, США, Німеччини, Франції.
У 2001–2003 році студенти Академії проходили стажування у Польщі. Програма стажування включала похід у суди, ознайомлення з їх роботою, проведення зустрічей з відомими адвокатами, представником МЗС Польщі та головою Лодзької ради адвокатів, знайомство з польськими студентами-правниками.

## Нагороди та визнання
Академія адвокатури України неодноразово отримувала нагороди та дипломи на різних конкурсах та міжнародних освітянських виставках. У 2012 році на виставці «Сучасна освіта в Україні — 2012» академія отримала спеціальну нагороду виставки — Освітянського Оскара.
У 2002 та 2003 роках Академія увійшла до складу трьох найкращих юридичних вищих навчальних закладів України за Рейтингом вищих навчальних закладів України «Софія Київська». У 2007 році у рейтингу Міністерства освіти і науки України Академія посіла четверте місце серед юридичних вишів, і перше місце — серед недержавних юридичних ВНЗ. У 2008 році у Всеукраїнському рейтингу ВНЗ «Компас» академія отримала 4 місце серед ВНЗ України, в яких найсильніша підготовка з юридичних спеціальностей, та 7 місце серед усіх ВНЗ України. У тому ж рейтингу за 2010 рік Академія посіла шосте місце серед юридичних ВНЗ.
У 2009 році за результатами рейтингу ВНЗ України, який склала газета «Сегодня», заклад отримав сьоме місце серед юридичних вишів (перше серед юридичних недержавних ВНЗ), а також дев'яте місце серед усіх ВНЗ.
Англійський адвокат, експерт Ради Європи Річард Беар відзначив під час тренінгу, проведеного у 1999 р. для студентів Академії адвокатури за сприяння Ради Європи: «Треба шанувати сам факт, що такий ВНЗ існує в Україні». Перший Президент незалежної України Л. М. Кравчук відзначив у 1996 р., що вперше створений в Україні Інститут адвокатури, є надзвичайно важливим в системі державотворення і в системі правового забезпечення.